# Гриценко Іван Григорович
Іван Григорович Гриценко — український радянський чекіст, член товариства «Динамо». Командир велопробігу Одеса — Владивосток (1935). Капітан державної безпеки (1945).
Старший інспектор 9-го відділу Головного управління державної безпеки НКВС УСРР.

## Нагороди
- знак «Почесний працівник ВНК-ДПУ» (1935)
- орден «Знак Пошани» (1936)
- орден Червоної Зірки (1945)